# United Cheer Berlin
United Cheer Berlin, kurz UCB, ist eine Berliner Cheerleaderabteilung.

## Aufbau
Mit mehr als 160 aktiven Cheerleadern bilden die zurzeit acht Teams (2014) eine der größten Cheerleader-Abteilungen in Berlin. Jahrelanger Aufbau und Jugendarbeit bescheren dem Verein stetigen Zuwachs und deutschlandweiten Erfolg. Die acht Teams nennen sich "Little Legends, Mini Legends, Ministar Legends, Tiny Legends, Teenstar Legends, Youngstar Legends, Legends und das  Hiphop Danceteam UCBeats. In verschiedenen Altersgruppen die von 5–11 Jahren, 11–16 Jahren und 16-offen gehen, treten die Meisterschaftsteams Tiny Legends, Youngstar Legends, Legends und UCBeats regelmäßig zu nationalen und internationalen Meisterschaften an.

## Geschichte
Bis Ende 2009 gehörten alle Teams unter anderen Namen (Snoopies, Poppies, Welps) aber der gleichen Teamaufstellung den Spandau Bulldogs an.
Ende 2009 wechselten sie als Ganzes mit über 100 Mitgliedern zum SC Staaken. Gleichzeitig wechselten sie auch ihre Teamfarben von "Rot-Schwarz-Weiß zu "Weiß-Türkis-Schwarz".  Die Teams gehören seit 2010 zum Sportclub Staaken 1919.  Ihr Leitspruch ist: UCB the hottest of the hot, what you want is what we´ve got. Zusätzlich wechselten sie 2012 den Cheerleaderverband und sind nun Mitglied im Cheerleading und Cheerperformance Verband Deutschland (CCVD).

### Auftritte (Auswahl)
- Kiss Fm Knall Wach Cup
- I Love Berlin;  Party im Felix
- American Day
- GSW Wohnungsbaugesellschaft
- Deutsche Meisterschaft im Bowling
- Fernsehauftritt im RBB
- Sky Run Berlin
- Echo
- Oliver Pocher live Auftritt
- Das Fest der Besten ( Schlager Echo)

## Erfolge
Zu ihren Erfolgen zählen:
Tiny Legends
| Berlin Brandenburg Meisterschaft: - 1999: Berlin/Brandenburg Meister - 2003: Berlin/Brandenburg Vize-Meister - 2004: Präsentation - 2005: 4. Platz - 2006: Berlin/Brandenburg Meister - 2007: 4. Platz - 2008: 3. Platz - 2010: Berlin/Brandenburg Meister - 2011: Berlin/Brandenburg Meister - 2012: Berlin/Brandenburg Meister - 2013: Regionalmeister Ost | Deutsche Meisterschaft - 2008: 6. Platz - 2009: Deutscher Meister - 2010: Deutscher Meister - 2011: Deutscher Meister - 2012: Deutscher Meister - 2013: 6. Platz |

Youngstar Legends
| Berlin Brandenburg Meisterschaft: - 1998: Berlin/Brandenburg Meister - 1999: Berlin/Brandenburg Meister - 2000: Berlin/Brandenburg Meister - 2001: Berlin/Brandenburg Meister - 2002: Berlin/Brandenburg Meister - 2003: Berlin/Brandenburg Meister - 2004: Berlin/Brandenburg Meister - 2005: Berlin/Brandenburg Meister - 2006: Berlin/Brandenburg Meister - 2007: Berlin/Brandenburg Meister - 2008: Berlin/Brandenburg Meister - 2010: Berlin/Brandenburg Meister - 2011: Berlin/Brandenburg Meister - 2012: Berlin/Brandenburg Meister - 2013: Regionalmeister Ost - 2014: Vize Regionalmeister Ost | Deutsche Meisterschaft: - 1999: 6. Platz - 2000: 3. Platz - 2001: Deutscher Vize-Meister - 2002: Deutscher Vize-Meister - 2003: Deutscher Meister - 2004: 6. Platz - 2005: 3. Platz - 2006: Deutscher Meister - 2007: 3. Platz - 2008: Deutscher Meister - 2009: Deutscher Meister - 2010: Deutscher Vize-Meister - 2011: Deutscher Vize-Meister - 2012: Deutscher Vize-Meister - 2013: 8. Platz - 2014: 15. Platz - 2014: Elite Champion und somit Qualifiziert für die Weltmeisterschaften 2015 in Orlando/ Florida | Europa-Meisterschaft: - 2002: 3. Platz (Finnland) - 2003: 6. Platz (England) - 2006: 5. Platz (Norwegen) - 2009: 6. Platz (Schweden) - 2010: 6. Platz (Finnland) - 2012: 3. Platz (Italien) |

Legends
| Berlin Brandenburg Meisterschaft: - 2004: Berlin/Brandenburg Meister - 2005: Berlin/Brandenburg Meister - 2006: Berlin/Brandenburg Meister - 2007: Berlin/Brandenburg Vize-Meister - 2008: Berlin/Brandenburg Meister - 2010: Berlin/Brandenburg Meister - 2011: Berlin/Brandenburg Meister - 2012: Berlin/Brandenburg Meister - 2013: Regionalmeister Ost - 2014: Vize Regionalmeister Ost - 2015: Regionalmeister Ost Deutsche Meisterschaft: - 2005: 5. Platz - 2006: Deutscher Vize-Meister - 2007: 3. Platz - 2008: Deutscher Meister - 2009: Deutscher Vize-Meister - 2010: Deutscher Meister - 2011: Deutscher Vize-Meister - 2012: Deutscher Meister - 2013: 11. Platz - 2014: 9. Platz Elite Championship | Europa-Meisterschaft: - 2006: 7. Platz ( Norwegen) - 2008: 7. Platz ( Slowenien) - 2009: 7. Platz ( Schweden) - 2010: 9. Platz ( Finnland) - 2012: 3. Platz ( Italien) - Weltmeisterschaft 2011 3. Platz ( Hong Kong, China) |